# Mješajići
Mješajići su naseljeno mjesto u općini Foča, Republika Srpska, BiH. Nalazi se sjeverno od rijeke Sutjeske.
Godine 1962. godine pripojeni su naselju Grandićima. (Sl.list NRBiH, br.47/62).

## Stanovništvo
| Narod     | Popis 1961. |
| --------- | ----------- |
| Hrvati    |             |
| Muslimani | 151         |
| Srbi      | 67          |
| ostali    | 2           |
| Ukupno    | 220         |